# Onironauta
En ciertas áreas de la psicología, se le llama Onironauta a la persona que al soñar, es consciente de que está soñando, entrando en un estado mental similar a la vigilia. Este estado les permite actuar con libre albedrío en el sueño e incluso manipular el mismo con fines de ocio, experimentación o entrenamiento de habilidades como el deporte o la música.
La mayoría de los seres humanos experimenta dichos sueños lúcidos espontáneamente en algún momento de sus vidas (especialmente en la niñez y adolescencia). Aunque son numerosas las personas que mantienen esta habilidad de forma diaria, o casi durante toda su vida y con regularidad, pueden llegar a sorprenderse cuando se percatan de que no toda la población comparte esta característica.
Los onironautas pueden provocar ese estado, del sueño lúcido, con diversos métodos, de eficacia variable que depende en gran medida de la persona que los pone en práctica y del método concreto. Entre algunos seguidores de la Nueva Era también se conoce con este nombre al que afirma practicar la proyección astral.
Estas personas no necesariamente son adeptos de la Nueva Era o del ocultismo, pero sí suelen afirmar que cualquiera puede alcanzar dicho estado mental, cambiando, para empezar, la actitud que tiene hacia sus propios sueños. Consideran que es un hecho que el desdén hacia los sueños presente en la cultura occidental moderna es un factor determinante en la escasa claridad subjetiva de éstos, así como el poco detalle con que son recordados al despertar. Este desinterés social es lo que provoca que las personas que sueñan lúcidamente de forma espontánea y las personas que no lo hacen piensen que la forma «normal» de soñar es la suya, cuando en realidad las dos formas se pueden considerar «normales» (aunque no hay estadísticas al respecto).
Existen psicólogos y psiquiatras que consideran la inducción de sueños lúcidos una vía terapéutica útil para tratar ciertos problemas psicológicos. El onironauta terapéutico o principiante (por lo general) tiene como objetivo el control del sueño con propósitos lúdicos, para deshacerse de sus pesadillas, por autoconocimiento o para inspiración personal o laboral.
Debido a que el sueño lúcido es una experiencia subjetiva, que concierne solamente a la percepción del individuo que sueña, la terapia de sueño lúcido y sus métodos de inducción tienden a ser colocados entre las llamadas terapias alternativas.